# 上木敬
上木敬（日语：上木 敬；6月11日—），日本漫畫家。代表作為在《週刊少年Jump》上連載的《破壞神瑪谷》。
舊筆名為「木下敬次」，在《破壞神瑪谷》開始連載後換成了目前的筆名。原本想在連載時使用的筆名被責任編輯否決了。

## 經歷
2011年作為漫畫家出道，出道短篇《大團圓》在《週刊少年Jump》舉辦的新人漫畫獎「G CUB」（Gカップ）中獲得了E CUB獎項。2012年創作的短篇《2學期的MIRAGE》則獲得了第62屆JUMP寶物新人漫畫賞佳作獎項。此後持續創作短篇，2019年發表的短篇《破壞神瑪谷》描述中學少女與破壞神之間的同居喜劇，之後順利於2020年連載化，從《週刊少年Jump》2020年29號起開始連載至2022年10號。

## 人物
自認是一個很沒自信的人，思考總是很負面。責任編輯門司描述其為「基本上很負面但還是會努力的男人」。原先的筆名木「下」敬「次」也反映出此一性格上的特點。對於《破壞神瑪谷》能通過連載會議感到意外，原先認為自己的作品會在單行本三卷左右就被腰斬，結果卻意外地有人氣。
喜歡的漫畫是《SOUL CATCHER(S)》與《Spirit circle-魂環-》。

## 作品
※至《破壞神瑪谷》短篇版本為止所有作品皆使用「木下敬次」名義發表，從《破壞神瑪谷》連載版本開始皆使用「上木敬」名義發表。
| 標題                               | 形式 | 刊登於                              | 單行本 | 備註                                      |
| ---------------------------------- | ---- | ----------------------------------- | ------ | ----------------------------------------- |
| 大團圓                             | 短篇 | －                                  | 未收錄 | 出道作，2011年 第1屆G CUB（Gカップ）E CUB獎項。  |
| 2學期的MIRAGE                      | 短篇 | －                                  | 未收錄 | 第62屆（2012年8月）JUMP寶物新人漫畫賞佳作 |
| LORD ROUGE                         | 短篇 | 少年Jump NEXT! 2013 AUTUMN          | 未收錄 |                                           |
| 箱中之青                           | 短篇 | 少年Jump NEXT! 2015 vol.4           | 未收錄 |                                           |
| 雞之海                             | 短篇 | Jump GIGA 2017 vol.1                | 未收錄 |                                           |
| 破壞神瑪谷                         | 短篇 | Jump GIGA 2019 SUMMER vol.3         | 未收錄 | 49頁                                      |
| 破壞神瑪谷                         | 連載 | 週刊少年Jump 2020年29號－2022年10號 | 全9卷  | 初次連載                                  |
| 火蜥蜴囚神                         | 短篇 | Jump GIGA 2023 EARLY SPRING         | 未收錄 | 作畫協力為小浪豐                          |
| 納普塔古的興奮刺激5000日圓豪遊計畫 | 短篇 | 學習Jump 2024vol.1                  | 未收錄 | 破壞神瑪谷番外，學習漫畫                  |